# تشهاربرج (فلاورجان)
تشهاربرج (بالفارسية: چهاربرج) هي قرية تقع في قسم غركن الشمالي الريفي (مقاطعة فلاورجان) في إيران. يقدر عدد سكانها بـ 83 نسمة بحسب إحصاء 2016.